# Antonio Alcalá Venceslada
Antonio Alcalá Venceslada (Andújar, 5 de noviembre de 1883-Jaén, 15 de julio de1955) fue un escritor, poeta, archivero, filósofo y profesor español, ejerció en el Instituto Virgen del Carmen, en Jaén.

## Biografía
Realizó sus estudios de bachillerato en Málaga y Jaén, después de graduarse en el instituto se decantó por estudiar simultáneamente Derecho y Filosofía y Letras, en Granada y Sevilla.
En 1915 ingresó en el Cuerpo de Archiveros, Bibliotecarios y Arqueólogos, y trabajó en la Universidad de Santiago de Compostela y en las delegaciones de Hacienda de Cádiz, Huelva y Jaén.
Antonio Alcalá ocupó el cargo de primer teniente alcalde de Jaén y de alcalde en varias ocasiones y fue miembro del Instituto de Estudios Giennenses.
Colaboró en El Diario de Galicia, ABC, Blanco y Negro, Andújar, El Guadalquivir, La Regeneración, Don Lope de Sosa y Paisaje, El Norte Andaluz, entre otros periódicos.
Un colegio y una calle de Jaén llevan su nombre al igual que otra en Andújar. Fue nombrado hijo predilecto, a título póstumo de la ciudad iliturgitana.

## Obras
Antonio Alcalá Venceslada dejó entre otras obras: De la solera fina (Jaén, 1925), Coplas andaluzas, Cuentos de Maricastaña (1930) o La flor de la canela (Andújar, 1946). También escribió algunas fábulas, publicadas por la Diputación de Jaén en 1993 bajo el título de La buena simiente. Sin embargo, su obra más importante ha sido el Vocabulario andaluz, editado por primera vez en el año 1933 por el autor, en la imprenta La puritana de Andújar y ampliado posteriormente en 1951. El autor fue premiado en su época por la Real Academia Española con 10 000 pesetas.
La obra ha sido considerada como el primer repertorio léxico completo publicado sobre el habla andaluza ya que contiene 18 000 palabras. Se han hecho varias ediciones, la última por la Universidad de Jaén y CajaSur.
El Vocabulario andaluz (primera edición 1934) le valió a Antonio Alcalá Venceslada dos veces el premio Conde de Cartagenera de la Real Academia Española, que le nombró académico por Andalucía.